# Чемпіонат України із шахів 1997
66-й чемпіонат України з шахів, що проходив з 1 по 10 травня 1997 року в Алушті.

## Загальна інформація про турнір
У турнірі за швейцарською системою у 9 турів взяли участь 75 шахістів. Чемпіонат мав статус відкритого турніру, в якому брали участь представники інших країн.
У чемпіонаті не взяли участь більшість провідних шахістів країни. Список учасників турніру очолили 15-й номер рейтингу України Геннадій Кузьмін, Володимир Баклан (17) та Михайло Голубєв (18).
Чудово виступив міжнародний майстер Володимир Баклан. У перших семи партіях він здобув сім перемог. І вже після нічиї в 8 турі з одеським гросмейстером Віктором Москаленком 19-річний киянин забезпечив собі перше місце.
Володимир Баклан у підсумку набрав 8 очок з 9 можливих. На цілих 1½ очки відстали п'ятеро учасників, у тому числі Ельдар Мухаметов (Москва), що грав поза конкурсом. За додатковими показниками віце-чемпіоном став кандидат в майстри з Дніпропетровська Олександр Репринцев, бронзову медаль здобув гросмейстер Геннадій Кузьмін, випередивши одесита Віктора Москаленка і киянина Вадима Малахатька.

## Підсумкова таблиця

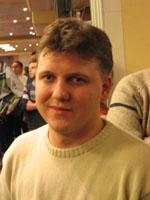
Володимир Баклан — чемпіон України 1997 року (фото 2005 року)

| №                  | Шахіст              | Місто           | Рейтинг |  | + | = | − | Очки | Місце  |
| ------------------ | ------------------- | --------------- | ------- |  | - | - | - | ---- | ------ |
| 1                  | Володимир Баклан    | Київ            | 2530    |  | 7 | 2 | 0 | 8    | Gold   |
| 2                  | Ельдар Мухаметов    | Москва          | 2460    |  |   |   |   | 6½   | –      |
| 3                  | Олександр Репринцев | Дніпропетровськ | 2452    |  |   |   |   | 6½   | Silver |
| 4                  | Геннадій Кузьмін    | Луганськ        | 2535    |  |   |   |   | 6½   | Bronze |
| 5                  | Віктор Москаленко   | Одеса           | 2485    |  |   |   |   | 6½   | 4      |
| 6                  | Вадим Малахатько    | Київ            | 2405    |  |   |   |   | 6½   | 5      |
| 7                  | Олександр Зубарєв   | Запоріжжя       | 2380    |  |   |   |   | 6    | 6 — 12 |
| 8                  | Михайло Голубєв     | Одеса           | 2530    |  |   |   |   | 6    | 6 — 12 |
| 9                  | Едуард Андреєв      | Краматорськ     | 2335    |  |   |   |   | 6    | 6 — 12 |
| 10                 | Володимир Галахов   | Одеса           |         |  |   |   |   | 6    | 6 — 12 |
| 11                 | Сергій Перун        | Київ            | 2300    |  |   |   |   | 6    | 6 — 12 |
| 12                 | Валерій Шалімов     | Харків          | 2425    |  |   |   |   | 6    | 6 — 12 |
| 13                 | О.Дрогун            | Чернігів        | 2380    |  |   |   |   | 6    | 6 — 12 |
| 14                 | Олександр Петрушин  | Ростов-на-Дону  | 2415    |  |   |   |   | 6    | –      |
| …                  |                     |                 |         |  |   |   |   |      |        |
| Всього 75 шахістів |                     |                 |         |  |   |   |   |      |        |